# Port Saunders
Port Saunders är en ort i Kanada.   Den ligger i provinsen Newfoundland och Labrador, i den östra delen av landet, 1 500 km öster om huvudstaden Ottawa. Port Saunders ligger 40 meter över havet och antalet invånare är 876.
Terrängen runt Port Saunders är platt. Havet är nära Port Saunders västerut. Runt Port Saunders är det glesbefolkat, med 13 invånare per kvadratkilometer.. Närmaste större samhälle är Port au Choix, 8,8 km nordväst om Port Saunders. 